# Arthur Sulzberger
Arthur Ochs "Punch" Sulzberger Sr. (Nova Iorque, 5 de fevereiro de 1926 - 29 de setembro de 2012) foi um empresário, jornalista e editor americano.
Nascido em uma família proeminentes da mídia, Sulzberger tornou-se editor do The New York Times e presidente do Conselho de The New York Times Company em 1963.

## Vida pessoal
Sulzberger foi casado três vezes. Em 1948, casou-se com Barbara Winslow Grant em uma cerimônia civil na casa de seus pais em Nova Iorque. Se divorciou em 1956, e se casou com Carol Fox Fuhrman em dezembro de 1956. Ela morreu em 1995. Em 1996, casou-se com Allison Stacey Cowles, viúva de William H. Cowles, 3ª. (falecido em 1992), que fazia parte da família Cowles que detém The Spokesman-Review of Spokane, em Washington.